# Marianna Candidi Dionigi
Marianna Candidi Dionigi (Roma, 3 febbraio 1756 – Civita Lavinia, 10 giugno 1826) è stata una pittrice, scrittrice e archeologa italiana.

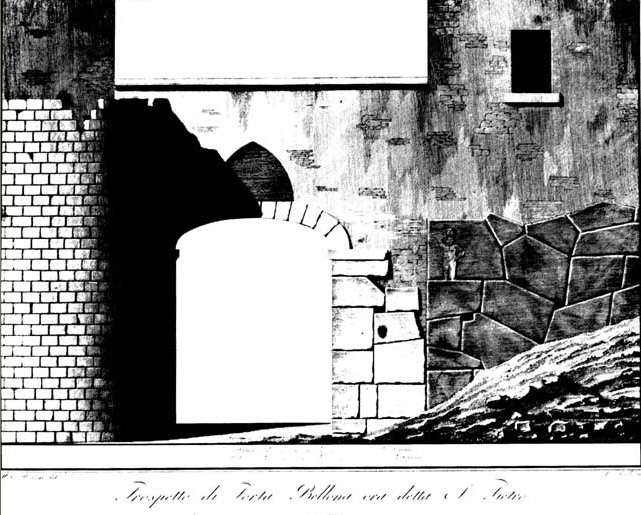
Marianna Candidi Dionigi, Prospetto di Porta San Pietro ad Alatri

Immortalò le città di Alatri, Anagni, Ferentino, Arpino e Atina - le città saturnie - nelle sue incisioni e nei suoi scritti raccolti durante i suoi viaggi nel Lazio, nell'opera Viaggi in alcune città del Lazio che diconsi fondate dal Re Saturno. Dalle sue opere appare lo scenario di una regione dove natura e opere umane si fondono armoniosamente.

## Biografia
Nasce a Roma da Giuseppe Candidi, medico di chiara cultura umanistica. e da Maddalena Scilla, nata da una famiglia siciliana molto ricca (lo zio Agostino, pittore, naturalista e numismatico si era trasferito con la famiglia a Roma).
Studia musica, imparando a suonare l'arpa e il clavicembalo e riceve le visite di Anfossi, Paisiello, Cimarosa.
Si dedica allo studio delle lingue: oltre al latino e al greco, con Raimondo Cunich, impara l'inglese e il francese e legge i classici.
Intraprende alcune ricerche archeologiche che pubblica corredandole con i suoi schizzi.
Inizia a dipingere paesaggi, sotto la guida di Carlo Labruzzi.

## Opere
- Viaggi in alcune città del Lazio che diconsi fondate dal Re Saturno, Roma, 1809.
- Paesaggio con figura e dama a cavallo, inchiostro bruno e acquarello su carta, Accademia Nazionale di San Luca, Roma.